# Ékfarkú amandina
Az ékfarkú amandina (Poephila acuticauda) a madarak (Aves) osztályának verébalakúak (Passeriformes) rendjéhez, ezen belül a díszpintyfélék (Estrildidae) családjához tartozó faj.

## Rendszerezése
A fajt John Gould angol ornitológus írta le 1840-ben, az Amadina nembe Amadina acuticauda néven.

## Alfajai
- Poephila acuticauda acuticauda (Gould, 1840) - sárga csőrű
- Poephila acuticauda hecki Heinroth, 1900 - piros csőrű

## Előfordulása
Ausztrália északi részén honos. Természetes élőhelyei a szubtrópusi és trópusi lombhullató erdők és szavannák. Állandó, nem vonuló faj.
Magyarországon a Nagyerdei Kultúrpark is tart egy népesebb állományt.

## Megjelenése
Testhossza 15 centiméter, testtömege 11-17,2 gramm. Nevét a megnyúlt ék alakban összefekvő farktollairól kapta, a farok hosszabb, mint a test. Csőre vörhenyes sárga. Gyönyörű színezésében a fehér, fekete, kékesszürke és világosbarna színeket találjuk élénk, szép összhangban.
|  |

## Életmódja
Fűmagvakkal táplálkozik.

## Természetvédelmi helyzete
Az elterjedési területe nagy, egyedszáma pedig stabil. A Természetvédelmi Világszövetség Vörös listáján nem fenyegetett fajként szerepel.